# Daniel Cormier
Daniel Ryan Cormier (Lafayette, 20 de março de 1979) é um ex-lutador de artes marciais mistas, ex-duplo-campeão das categorias peso-pesado e meio-pesado do UFC. Também campeão peso-pesado do extinto Strikeforce. Recentemente fez história sendo o segundo lutador a ter dois cinturões simultâneos no UFC, e também ao se tornar o primeiro lutador a conseguir defender duas categorias diferentes no UFC.

## Carreira no MMA

### Ultimate Fighting Championship
Cormier fez sua estreia no UFC contra o veterano Frank Mir no UFC  on Fox: Henderson vs. Melendez. Cormier dominou a luta e venceu por decisão unânime dos juízes (30-27, 30-27 e 30-27).
Em seguida, Cormier enfrentou Roy Nelson no UFC 166 e venceu por decisão unânime dos juízes.
Sua estreia nos meio-pesados foi contra seu ex-companheiro de treinos, Patrick Cummins, no UFC 170. Ao longo da preparação, Cummins provocou Cormier dizendo que o fazia chorar na época em que treinavam juntos. Cormier venceu a luta por nocaute técnico no primeiro round.
No UFC 173, Cormier enfrentou o também veterano Dan Henderson e finalizou-o com um mata-leão no terceiro round.
Cormier ficou encarregado de substituir Alexander Gustafsson na disputa de título contra Jon Jones no UFC 178. Após Gustafsson romper o menisco, Cormier foi escolhido como substituto imediato. A luta aconteceria no dia 27 de setembro de 2014 em Las Vegas. Em um evento para promover a luta Cormier e Jones trocaram socos e seguranças tiveram que separá-los. No entanto, a luta contra Cormier que ocorreria em 27 de setembro de 2014, foi prorrogada para o dia 3 de janeiro de 2015 no UFC 183, devido a uma lesão no tornozelo de Jon Jones quando treinava wrestling com Alistair Overeem. Na luta, Cormier saiu derrotado por decisão unânime.

### Conquista de cinturão dos pesos-meio-pesados
Era esperado que Cormier enfrentasse o vencedor do TUF Ryan Bader em 6 de junho de 2015 no UFC Fight Night 68. No entanto, Jon Jones, o campeão da categoria foi preso e seu cinturão foi cassado. Com o cinturão vago, o UFC moveu Cormier para uma luta valendo o título contra Anthony Johnson em 23 de maio de 2015 no UFC 187. Cormier saiu vencedor da luta por finalização com um mata-leão no terceiro round, ganhando assim o Cinturão Meio-Pesado do UFC e a Performance da Noite.

### Defesas de Cinturão
A primeira defesa de cinturão de Cormier foi contra o sueco Alexander Gustafsson em 3 de outubro de 2015, no UFC 192. Os dois lutadores fizeram uma luta bastante movimentada, com ambos lutadores estando em posições de vantagem em diversas situações durante a luta, mas Cormier que saiu vencedor por uma apertada decisão dividida.
Alexander Gustafsson e Daniel Cormier quebraram o recorde de uma luta dos meio pesados (e a 3ª entre todas as categorias) no quesito golpes significativos desferidos, o recorde anterior era da luta entre Jon Jones e Alexander Gustafsson no UFC 165. Somados, foram 260 no UFC 192 e quanto a golpes normais somados foram 349.
Daniel Comier estava escalado para defender seu cinturão contra Jon Jones no UFC 197, porém uma lesão na canela o afastou da luta, sendo então substituído por Ovince St. Preux.
Pouco tempo depois de deixar o UFC 197, Cormier fez a seguinte declaração  ao site "MMA Junkie": "Eu fiz o que tinha que fazer. Não conseguiria lutar no máximo da minha capacidade naquelas circunstâncias. Não teria sido o meu melhor, e, para lutar contra Jon Jones e vencê-lo, eu tenho que estar 100%. Mesmo com todos os problemas que temos um com o outro, eu o respeito pelo atleta que é e pelo que ele leva para o octógono. Preciso estar 100% para vencer esse cara. Por isso estou em paz com a minha decisão. Não sei quando teremos uma próxima oportunidade de nos enfrentarmos, nem sei qual seria a coisa mais realista a se fazer, mas não quero que demore muito. É péssimo ter sido a razão do adiamento da luta. Gostaria que a revanche acontecesse tão logo eu esteja saudável. Estou com 37 anos e preciso lutar. O evento em Nova York está muito distante, e esperar até seria um pouco demais para os meus planos".
Cormier iria enfrentar seu rival Jon Jones no histórico UFC 200, mas Jones caiu no doping e foi retirado do evento. Jones foi substituído por Anderson Silva, que aceitou o desafio faltando 2 dias. Cormier castigou Anderson no chão durante três rounds e venceu por decisão unânime.
DC enfrentaria Anthony Johnson no UFC 206. Seria uma revanche pelo cinturão, mas Cormier se machucou e a luta foi retirada do evento. A luta foi remarcada para o dia 8 de abril de 2017, no UFC 210. Cormier manteve o cinturão após finalizar Anthony Johnson no segundo round.
Cormier e Jon Jones voltaram a se enfrentar pelo cinturão do peso meio-pesado do UFC no UFC 214. Após 2 rounds muito equilibrados, Cormier acabou nocauteado com um chute na cabeça e socos no terceiro round. A luta, no entanto, foi posteriormente anulada, por ter Jon Jones falhado no exame antidoping. Mudado o resultado da luta para "No Contest", o cinturão foi devolvido a Cormier.
Com o cinturão de volta, DC o defendeu contra o lutador em ascensão Volkan Oezdemir no UFC 220. Com uma performance fenomenal, Cormier venceu Volkan por nocaute no 2º round do combate.

### Aposentadoria
Após a terceira luta da trilogia contra Stipe Miocic, em que ganhou a primeira luta, mas perdeu as duas seguintes, o lutador deu entrevista com tom de despedida, indicando que aquela havia sido a última vez em que teria subido em um octógono.

## Cartel no MMA
| Cartel no MMA   |             |            |
| 26 lutas        | 22 vitórias | 3 derrotas |
| Por nocaute     | 10          | 1          |
| Por finalização | 5           | 0          |
| Por decisão     | 7           | 2          |
| No contest      | 1           | 1          |

| Res.    | Cartel   | Oponente             | Método                          | Evento                                          | Data       | Round | Tempo | Local                    | Notas |
| ------- | -------- | -------------------- | ------------------------------- | ----------------------------------------------- | ---------- | ----- | ----- | ------------------------ | --- |
| Derrota | 22-3 (1) | Stipe Miocic         | Decisão (unânime)               | UFC 252: Miocic vs Cormier III                  | 15/08/2020 | 5     | 5:00  | Las Vegas, Nevada        | Pelo Cinturão Peso Pesado do UFC; Anunciou a sua aposentadoria. |
| Derrota | 22-2 (1) | Stipe Miocic         | Nocaute Técnico (socos)         | UFC 241: Cormier vs. Miocic II                  | 17/08/2019 | 4     | 4:09  | Anaheim, Califórnia      | Perdeu o Cinturão Peso Pesado do UFC. |
| Vitória | 22-1 (1) | Derrick Lewis        | Finalização (mata leão)         | UFC 230: Cormier vs. Lewis                      | 03/11/2018 | 2     | 2:14  | Nova Iorque, Nova Iorque | Defendeu o Cinturão Peso Pesado do UFC; Tornou-se o primeiro campeão de 2 divisões a defender ambos os cinturões; Mais tarde abdicou o Cinturão Meio Pesado do UFC. |
| Vitória | 21-1 (1) | Stipe Miocic         | Nocaute (socos)                 | UFC 226: Miocic vs. Cormier                     | 07/07/2018 | 1     | 4:33  | Las Vegas, Nevada        | Retorno ao Peso Pesado; Ganhou o Cinturão Peso Pesado do UFC; Performance da Noite.                                                                                 |
| Vitória | 20-1 (1) | Volkan Oezdemir      | Nocaute Técnico (socos)         | UFC 220: Miocic vs. Ngannou                     | 20/01/2018 | 2     | 2:00  | Boston, Massachusetts    | Defendeu o Cinturão Meio Pesado do UFC; Performance da Noite. |
| NC      | 19-1 (1) | Jon Jones            | Sem Resultado                   | UFC 214: Cormier vs. Jones II                   | 29/07/2017 | 3     | 3:01  | Anaheim, California      | Originalmente derrota por nocaute e perda do cinturão mas Jones falhou no antidoping; Restituído como Campeão Meio Pesado do UFC.                                   |
| Vitória | 19-1     | Anthony Johnson      | Finalização (mata leão)         | UFC 210: Cormier vs. Johnson II                 | 08/04/2017 | 2     | 3:37  | Buffalo, New York        | Defendeu o Cinturão Meio Pesado do UFC. |
| Vitória | 18-1     | Anderson Silva       | Decisão (unânime)               | UFC 200: Tate vs. Nunes                         | 09/07/2016 | 3     | 5:00  | Las Vegas, Nevada        | Luta não válida pelo cinturão; Anderson substituiu Jon Jones com 2 dias de antecedência.                                                                            |
| Vitória | 17-1     | Alexander Gustafsson | Decisão (dividida)              | UFC 192: Cormier vs Gustafsson                  | 03/10/2015 | 5     | 5:00  | Houston, Texas           | Defendeu o Cinturão Meio Pesado do UFC; Luta da Noite; Luta foi indicada pelo prêmio de melhor luta de 2015.                                                        |
| Vitória | 16-1     | Anthony Johnson      | Finalização (mata leão)         | UFC 187: Johnson vs. Cormier                    | 23/05/2015 | 3     | 2:38  | Las Vegas, Nevada        | Ganhou o Cinturão Meio Pesado Vago do UFC; Performance da Noite. |
| Derrota | 15-1     | Jon Jones            | Decisão (unânime)               | UFC 182: Jones vs. Cormier                      | 03/01/2015 | 5     | 5:00  | Las Vegas, Nevada        | Pelo Cinturão Meio Pesado do UFC; Luta da Noite. |
| Vitória | 15-0     | Dan Henderson        | Finalização Técnica (mata leão) | UFC 173: Barão vs. Dillashaw                    | 24/05/2014 | 3     | 3:53  | Las Vegas, Nevada        | |
| Vitória | 14-0     | Patrick Cummins      | Nocaute Técnico (socos)         | UFC 170: Rousey vs. McMann                      | 22/02/2014 | 1     | 1:19  | Las Vegas, Nevada        | Estreia nos Meio Pesados. |
| Vitória | 13-0     | Roy Nelson           | Decisão (unânime)               | UFC 166: Velasquez vs. dos Santos III           | 19/10/2013 | 3     | 5:00  | Houston, Texas           | |
| Vitória | 12-0     | Frank Mir            | Decisão (unânime)               | UFC on Fox: Henderson vs. Melendez              | 20/04/2013 | 3     | 5:00  | San Jose, Califórnia     | Estreia no UFC. |
| Vitória | 11-0     | Dion Staring         | Nocaute Técnico (socos)         | Strikeforce: Marquardt vs. Saffiedine           | 12/01/2013 | 2     | 4:02  | Oklahoma City, Oklahoma  | |
| Vitória | 10-0     | Josh Barnett         | Decisão (unânime)               | Strikeforce: Barnett vs. Cormier                | 19/05/2012 | 5     | 5:00  | San José, Califórnia     | Ganhou o Cinturão do Grand Prix dos Pesados do Strikeforce. |
| Vitória | 9-0      | Antônio Pezão        | Nocaute (socos)                 | Strikeforce: Barnett vs. Kharitonov             | 20/09/2011 | 1     | 3:56  | Cincinnati, Ohio         | Semifinal do GP de Pesados do Strikeforce. |
| Vitória | 8-0      | Jeff Monson          | Decisão (unânime)               | Strikeforce: Overeem vs. Werdum                 | 18/06/2011 | 3     | 5:00  | Dallas, Texas            | Luta Reserva do GP de Pesados do Strikeforce. |
| Vitória | 7-0      | Devin Cole           | Decisão (unânime)               | Strikeforce Challengers: Woodley vs. Saffiedine | 17/01/2011 | 3     | 5:00  | Nashville, Tennessee     | |
| Vitória | 6-0      | Soa Palelei          | Nocaute Técnico (socos)         | Xtreme MMA 3                                    | 05/11/2010 | 1     | 2:23  | Sydney                   | Defendeu o Cinturão Peso Pesado do XMMA |
| Vitória | 5-0      | Jason Riley          | Nocaute Técnico (socos)         | Strikeforce: Houston                            | 21/08/2010 | 1     | 1:02  | Houston, Texas           | |
| Vitória | 4-0      | Tony Johnson         | Finalização (mata leão)         | KOTC: Imminent Danger                           | 13/08/2010 | 1     | 2:27  | Mescalero, Novo México   | Ganhou o Cinturão Peso Pesado do KOTC. |
| Vitória | 3-0      | Lucas Browne         | Nocaute Técnico (socos)         | Xtreme MMA 2-0                                  | 31/07/2010 | 1     | 4:35  | Sydney                   | Ganhou o Cinturão Peso Pesado do XMMA. |
| Vitória | 2-0      | John Devine          | Nocaute (soco)                  | Strikeforce Challengers: Johnson vs. Mahe       | 26/03/2010 | 1     | 1:19  | Fresno, Califórnia       | |
| Vitória | 1-0      | Gary Frazier         | Nocaute Técnico (socos)         | Strikeforce Challengers: Kennedy vs. Cummings   | 25/09/2009 | 2     | 3:39  | Bixby, Oklahoma          | Estreia no MMA; Estreia no Strikeforce. |